# Ochoz u Brna
Ochoz u Brna település Csehországban, a Brno-vidéki járásban. Ochoz u Brna Březina, Mokrá-Horákov, Babice nad Svitavou, Brno, Hostěnice és Kanice településekkel határos. Lakosainak száma 1554 fő (2024. január 1.).

## Népesség
A település lakosságának változását az alábbi diagram mutatja:
| Lakosok száma | 885  | 995  | 998  | 1095 | 1193 | 1090 | 1382 | 1437 | 1529 | 1554 |
|               | 1869 | 1890 | 1921 | 1950 | 1980 | 2001 | 2017 | 2019 | 2022 | 2024 |